# Cadodaquious
 (décembre 2023).
Si vous disposez d'ouvrages ou d'articles de référence ou si vous connaissez des sites web de qualité traitant du thème abordé ici, merci de compléter l'article en donnant les références utiles à sa vérifiabilité et en les liant à la section « Notes et références ».
La tribu des Cadodaquious (ou Cadodacho) et une des tribus de la Confédération des peuples Caddos qui vivaient aux confins de la Louisiane et du Texas.
C'est Jean-Baptiste Bénard de la Harpe qui le premier décrivit ce peuple. Il fit construire un fort sur leur territoire qui porta le nom de Poste des Cadodaquious.
Tout comme leur voisin les Natchitoches, ils eurent la visite en février 1690, de Henri de Tonti. 
Puis en 1699, la France fonda un poste avancé français sur la rivière Rouge afin de contrôler le commerce avec les avant-postes des forces espagnoles du Mexique.
En 1701, le Canadien-français, Jean-Baptiste Le Moyne de Bienville, futur gouverneur de la Louisiane française, parvint jusqu'au village des Amérindiens Natchitoches et des Cadodaquious sur la rivière Rouge. 
En 1714, Louis Juchereau de Saint-Denis emprunta la rivière Rouge afin d'étendre l'influence française de la Nouvelle-France et repousser vers l'Ouest, les limites de la Louisiane française. Déjà les années précédentes, il avait noué des contacts avec les Amérindiens Cadodaquious et Natchintoches.